# 二曲城
二曲城（ふとげじょう）は、石川県白山市出合町にあった日本の城（山城）。川の対岸にある鳥越城の附（つけたり）として国の史跡に指定されている。府峠城とも言う。

## 概要
この地は白山麓門徒の指導者であった鈴木氏の本拠で、城は鈴木氏の館の背後にある詰城であった。
城は大日川の河畔にある標高267メートルの独立峰城に築かれており、山頂が削平されていて郭となり、尾根上にも郭と堀がある。
1580年（天正8年）に織田軍の攻撃により落城するが、さらに一向一揆の抵抗は続き1582年（天正10年）に一揆衆が城を奪還した。しかし数か月後には再度落城し、一揆衆300人余りが処刑され一揆衆の抵抗は終わった。